# Gemeinsinn (innerer Sinn)
In der Philosophie ist der Gemeinsinn – lateinisch sēnsus commūnis – das Vermögen, das die einzelnen Sinne der Wahrnehmung zusammenfasst und reflektiert. Als koine aisthesis findet sich dieses Konzept bereits in der Wahrnehmungstheorie des Aristoteles, später wurde es insbesondere von der rationalen Psychologie wiederaufgegriffen. Der englische Ausdruck common sense wurde ursprünglich auch in dieser Bedeutung verwendet.
Gemeinsinn ist bei Aristoteles das Vermögen, das Gemeinsame des mit den äußeren Sinnen Wahrgenommenen zu erkennen. Nach Aristoteles nehmen wir zugleich auch wahr, dass wir wahrnehmen. Der Gemeinsinn ist bei ihm der innere Sinn, welcher Sinneseindrücke zu einem Ganzen bündelt. Man nannte ihn anfänglich „gemein“, weil er dasjenige wahrnimmt, was nicht nur Gegenstand eines äußeren Sinnesbereiches stammt, sondern nur als den äußeren Sinnen gemeinsam gedacht werden kann, wie Bewegung, Zahl, Gestalt oder Größe.
Thomas von Aquin schrieb dem Gemeinsinn jede „Vorstellungsweise, die nicht den einzelnen Sinnen und dem Verstande zufällt, also Phantasie, Gedächtnis, Apperzeption u.a.“ zu. In der Reformation unterschied man fünf innere Sinne, wovon einer eben der Gemeinsinn sei; die anderen seien Beurteilungsvermögen, Phantasie, Denken und Gedächtnis. René Descartes (1596–1650) bezeichnet als Gemeinsinn dasjenige, was im Geist die Sinneseindrücke zu einem Gesamtsinneseindruck zusammenfasst; zu den vorgenannten nimmt er mit Hunger und Durst noch zwei zusätzliche innere Sinne an. Auch die Sensualisten Thomas Hobbes, John Locke und Étienne Bonnot de Condillac behielten den Begriff des inneren Sinnes bei. Friedrich Kirchner zufolge bezeichnete damit die „ältere Psychologie [...] ein Mittleres zwischen der Sinnestätigkeit der einzelnen Sinne und dem Verstand“, eine Art inneren Sinn.
Wilhelm Wundt „bezeichnet in zeitlicher Bedeutung als „allgemeinen Sinn“ denjenigen Sinn, der allen anderen voraufgeht und deshalb allen beseelten Wesen zukommt, in räumlicher Bedeutung den Sinn, der die ausgebreitetste den Reizen zugängliche Sinnesfläche hat, die ganze äußere Haut mit den an sie angrenzenden Schleimhautteilen der Körperhöhlen und eine große Zahl innerer Organe, wie die Gelenke, Muskeln, Sehnen, Knochen usw., in denen sich sensible Nerven ausbreiten und die entweder fortwährend oder zeitweisen Reizen zugänglich sind. Der allgemeine Sinn, so bestimmt, schließt vier Empfindungssysteme: Druck-, Kälte-, Wärme- und Schmerzempfindungen in sich ein. […] Wundt setzt also den allgemeinen Sinn an Stelle des Tast- oder Gefühlssinnes“.